# Selección femenina de balonmano de Kosovo
La Selección femenina de balonmano de Kosovo representa a Kosovo en el balonmano femenino internacional y está controlado por la Federación de Balonmano de Kosovo. El equipo nacional de balonmano comenzó a competir en competiciones internacionales en 2015, luego del reconocimiento de estatus completo de Kosovo por parte de la Federación Internacional de Balonmano (IHF).

## Historia
El balonmano llegó por primera vez a Kosovo a fines de la década de 1940, y en 1948 había varios clubes registrados que comenzaban a competir en competiciones nacionales informales. En 1951, se introdujo el balonmano de interior. Dos años más tarde, en 1953, se fundó la Federación de Balonmano de Kosovo, bajo los auspicios de la Federación Yugoslava de Balonmano.
En 1979, mientras formaba parte de la antigua Yugoslavia, Kosovo fue sede del Campeonato Mundial de Balonmano Femenino Junior de 1979.
Tras el colapso de Yugoslavia y la posterior independencia de Kosovo como nación, la Federación de Balonmano de Kosovo comenzó a funcionar de forma independiente.
En 2014, seis años después de que Kosovo declarara su independencia, la Federación Europea de Balonmano (EHF) reconoció a Kosovo como un estado miembro de pleno derecho e inmediatamente la selección nacional de balonmano de Kosovo comenzó a competir en competencias internacionales.

## Participaciones

### Campeonato Mundial de Balonmano Femenino
| Año  | Pos.         |
| ---- | ------------ |
| 2015 | No clasificó |
| 2017 | No clasificó |
| 2019 | No clasificó |

### Campeonato Mundial de Balonmano Femenino Junior
| Año  | Pos.         |
| ---- | ------------ |
| 2016 | No clasificó |
| 2018 | No clasificó |

## Equipo

### Equipo actual
Las siguientes jugadoras fueron seleccionadas para participar en los partidos de Clasificación para el Campeonato de Europa Femenino de Balonmano 2020, entre el 26 y el 29 de septiembre de 2019.
| N.º | Pos. | Nombre            | Fecha de nacimiento (edad)        | Altura          | Pdos. | Goles | Club                     |
| --- | ---- | ----------------- | --------------------------------- | --------------- | ----- | ----- | ------------------------ |
| 4   | RB   | Albana Arifi      | 4 de septiembre de 1996 (24 años) | 1,85 m (6′ 1″)  | 2     | 9     | Lugi HF                  |
| 6   | PV   | Shkurta Mehmeti   | 20 de abril de 1994 (26 años)     | 1,73 m (5′ 8″)  | 11    | 8     | KHF Prishtina            |
| 7   | PV   | Melmet Yiberi     | 15 de agosto de 2001 (19 años)    | 1,85 m (6′ 1″)  | 2     | 1     | Spono Eagles             |
| 8   | LB   | Burneta Rama      | 22 de febrero de 1990 (31 años)   | 1,74 m (5′ 9″)  | 9     | 29    | KHF Prishtina            |
| 9   | LW   | Verona Zaskoku    | 22 de febrero de 1998 (23 años)   | 1,78 m (5′ 10″) | 5     | 0     | DHB Rotweiss Thun        |
| 10  | RW   | Fitore Aliu       | 11 de octubre de 1999 (21 años)   | 1,73 m (5′ 8″)  | 16    | 27    | FC Burlafingen           |
| 12  | GK   | Niomëza Kelmendi  | 24 de marzo de 1994 (26 años)     | 1,70 m (5′ 7″)  | 11    | 0     | KHF Prishtina            |
| 13  | CB   | Ardiana Merditaj  | 24 de octubre de 1994 (26 años)   | 1,65 m (5′ 5″)  | 7     | 14    | FC Burlafingen           |
| 15  | LW   | Albina Rugova     | 30 de mayo de 1997 (23 años)      | 1,67 m (5′ 6″)  | 13    | 14    | KHF Istogu               |
| 16  | GK   | Aurora Shehdadi   | 20 de noviembre de 1997 (23 años) | 1,73 m (5′ 8″)  | 14    | 0     | KHF Prishtina            |
| 17  | LW   | Aida Stagova      | 7 de marzo de 1995 (26 años)      | 1,65 m (5′ 5″)  | 18    | 13    | KHF Prishtina            |
| 18  | LW   | Alberina Halitaj  | 27 de marzo de 2000 (20 años)     | 1,61 m (5′ 3″)  | 2     | 0     | KHF Istogu               |
| 20  | LB   | Mirela Gjikokaj   | 17 de marzo de 1999 (21 años)     | 1,80 m (5′ 11″) | 15    | 54    | Follo HK Damer           |
| 21  | CB   | Leonora Demaj ()  | 25 de agosto de 1997 (23 años)    | 1,78 m (5′ 10″) | 9     | 74    | Sønderjyske Damehåndbold |
| 22  | CB   | Marijeta Lekaj    | 17 de junio de 1997 (23 años)     | 1,68 m (5′ 6″)  | 2     | 1     | Žrk Murvica – Crikvenica |
| 23  | CB   | Veronika Kastrati | 8 de enero de 2001 (20 años)      | 1,68 m (5′ 6″)  | 2     | 0     | Ellingsrud IL Håndball   |

### Entrenadores
- Florent Beqiri (2014-2018)
- Agron Shabani (desde 2018)

### Récords individuales
| N.º                                                 | Nombre           | Pdos. | Goles |
| --------------------------------------------------- | ---------------- | ----- | ----- |
| 1                                                   | Aida Stagova     | 18    | 13    |
| 2                                                   | Fitore Aliu      | 16    | 27    |
| 3                                                   | Elma Kameri      | 16    | 19    |
| 4                                                   | Mirela Gjikokaj  | 15    | 54    |
| 5                                                   | Aurora Shehdadi  | 14    | 0     |
| 6                                                   | Abina Rugova     | 13    | 14    |
| 7                                                   | Arlinda Krasniqi | 13    | 6     |
| 8                                                   | Shkurta Mehmeti  | 11    | 8     |
| 9                                                   | Niomëza Kelmendi | 11    | 0     |
| 10                                                  | Pranvera Fertaj  | 11    | 2     |
| Última actualización: 27 de octubre de 2019 Fuente: |                  |       |       |

| N.º                                                 | Nombre            | Pdos. | Goles |
| --------------------------------------------------- | ----------------- | ----- | ----- |
| 1                                                   | Leonora Demaj     | 74    | 9     |
| 2                                                   | Mirela Gjikokaj   | 54    | 15    |
| 3                                                   | Burneta Rama      | 29    | 9     |
| 4                                                   | Fitore Aliu       | 27    | 16    |
| 5                                                   | Albulena Kelmendi | 24    | 5     |
| 6                                                   | Elma Kameri       | 19    | 16    |
| 7                                                   | Albina Rugova     | 14    | 13    |
| 8                                                   | Ardiana Merditaj  | 14    | 7     |
| 9                                                   | Aida Stagova      | 13    | 18    |
| 10                                                  | Pashke Marku      | 13    | 8     |
| Última actualización: 27 de octubre de 2019 Fuente: |                   |       |       |

## Patrocinadores
Desde 2019, Kempa suministra los kits de Kosovo.